# John Wright (musicien)
Pour les articles homonymes, voir John Wright et Wright.
John Wright est un musicien, chanteur et folkloriste britannique né à Leicester en Angleterre le 8 août 1939 et mort à 74 ans à Angers le 4 septembre 2013.

## Biographie
Chanteur, harmoniciste, violoniste et joueur de guimbarde, John Wright s'installe à Paris dans les années 1960, où il participe avec sa femme Catherine Perrier au lancement du mouvement folk des années 1960-70 en fondant le premier folk-club français, Le Bourdon,. Il utilise son instrument pour accompagner la danse. 
Il participe à la Compagnie Maître Guillaume comme musicien médiéval et il s'illustre en 1988 dans Tempore et Mesura, création de « Ris et Danceries » dirigée par Francine Lancelot. Il se plonge dans la reconstruction d'instruments de musique médiévaux. Il mène également des recherches approfondies dans le domaine de l'ethnomusicologie, en particulier sur les guimbardes et les cordophones des Pays baltes (jouhikko, etc.).

### En solo
- 1971 : La Guimbarde - instrumental (Le Chant du Monde)
- 1978 : John Wright Unaccompanied (Topic Records, Londres)
- 1998 : Porque Trobar, de Compostela medieval (dir. John Wright), Fonti Musicali, Bruxelles
- 2015 : Hommage à John Wright - live (Office pour le patrimoine culturel immatériel)

### Avec Catherine Perrier
- 1973 : Chansons et Complaintes, Le Chant du Monde
- 1975 : Musique Traditionnelle des Pays de France, Le Chant du Monde, Paris
- 1978 : Traditional music of France, Ireland and England, Green Linnet, SIF 1011
- 1980 : France vol. 1, Louise Reichert, Ocora-Radio France, Paris
- 1982 : Vendée, Le Marais, Pierre Burgaud, Ocora-Radio France, Paris

### Participations / Compilations
- 1970  : Festival de Folk Song, c'est la fête à Lambesc
- 1972  : Musique populaire d'expression française, folk Club le Bourdon
- 1973  : Le Fiddle irlandais par Ted Furey, Spécial Instrumental, Le Chant du Monde, Paris
- 1973  : La Vielle par Claude Flagel, Spécial Instrumental, Le Chant du Monde, Paris
- 1973  : Irish Folk Music Disques, Arfolk Lorient avec Ted Furey, Patsy Whelan, Youra Marcus
- 1974 : The Lark in the clear air, Topic TSDL230
- 1974  : Festival de Saint Laurent, 1 et 2 juin 1974, Folk Club de La Chanterelle, Lyon
- 1975  : La Veillée des Veillées, Kébec-Disc KD 928-29
- 1978  : The English dancing master (1651), John Playford, Atelier Danse, Le Chant du Monde, Paris
- 1982-1985  : Chants de Marins : Anthologie des chansons de mer, vol. 1, 2, 3, 4 et 5, Le Chasse-Marée, Douarnenez
- 1987 : Cabestan, Il y a dix marins sur mer…, Le Chasse-Marée SCM009, Douarnenez
- 1991 : Chants des Marins Nantais, Le Chasse Marée
- 1992 : Chants de marins anglais, Stan Hugill et Stormalong John, Le Chasse-Marée, Douarnenez
- 1993 : Sonneurs de veuze en Bretagne et marais breton vendéen, Le Chasse-Marée, Douarnenez
- 1995 : In the smoke, Globestyle CDORBD 088
- 1996 : Hempson, Irlande, Musique ancienne irlandaise, avec Katrien Delavier, Gérald Ryckeboer et Jean-Michel Alhaits, Auvidis
- 1996 : Happy To Meet, Sorry To Part,  Classic Recordings Of Traditional Irish Dance Music, Globestyle 092
- 2001 : Blootland, Chants des marins de Flandre adaptés en Français, avec la participation de Jacques Yvart, Citadelle, CIT 1514

### Écrits de John Wright
- « The trump », dans Folk Music Ballads and Song, new series 4, London, 1967.
- « Another look into the organology of the Jew’s Harp », Bulletin du musée instrumental de Bruxelles, vol. II, 1972.
- « Playing the Jew’s Harp », dans Free Reed, n° 22, 1975.
- Les Guimbardes du Musée de l’Homme, avec Geneviève Dourdon-Taurelle, Institut d’ethnologie, Paris, 1978.
- « Le Violoneux » et « L’art du ménétrier », dans L’Escargot Folk, n°63, mars 1979.
- Rubrique « Jew’s Harp » (guimbarde), dans Grove’s Dictionnary of Music and Musicians, Macmillan, London, 1980.
- « Le Montage du violon avant 1800 », dans Musique ancienne, n°8-9-11, 1980-1981.
- « Stan Hugill, le dernier Shantyman », propos recueillis in Chasse-Marée, n° 18, 1985.
- « Cours pratique d’anti-solfège », in Trad magazine n°4-5-6-8, 1989-1990.
- « The lost voices of the portico fiddles », dans Los Instrumentos del Pòrtico de la Gloria, su reconstruction y la musica de su tiempo, Fundacion Pedro Barrié de la Maza, Condé de Fenosa, La Coruna (Espagne), 1993.
- « Blackbirds, trumpets and trumps », dans Vierundzwandzigsterjahrschrift des Internationalen Maulltrommelvirtuosengenossenschaft (V.I.M.), vol. 5, Iowa (U.S.A.), 1996.

### Articles
- « Catherine Perrier & John Wright » (en couverture), Trad Magazine, n°125, mai-juin 2009
- « John Wright » (en couverture), Trad Magazine, n°152, novembre-décembre 2013
- Yves Defrance, « Disparition de John Wright »